# Großes Flohkraut
Das Große Flohkraut (Pulicaria dysenterica), auch Ruhr-Flohkraut genannt, ist eine Pflanzenart aus der Gattung der Flohkräuter (Pulicaria) innerhalb der Familie der Korbblütler (Asteraceae). Ihr wurde als Heilpflanze mannigfaltige Wirkung zugeschrieben, vor allem gegen die Dysenterie (Ruhr); aus diesem Grund ist sie im Volksmund auch unter dem Namen Ruhrwurz bekannt.

## Beschreibung

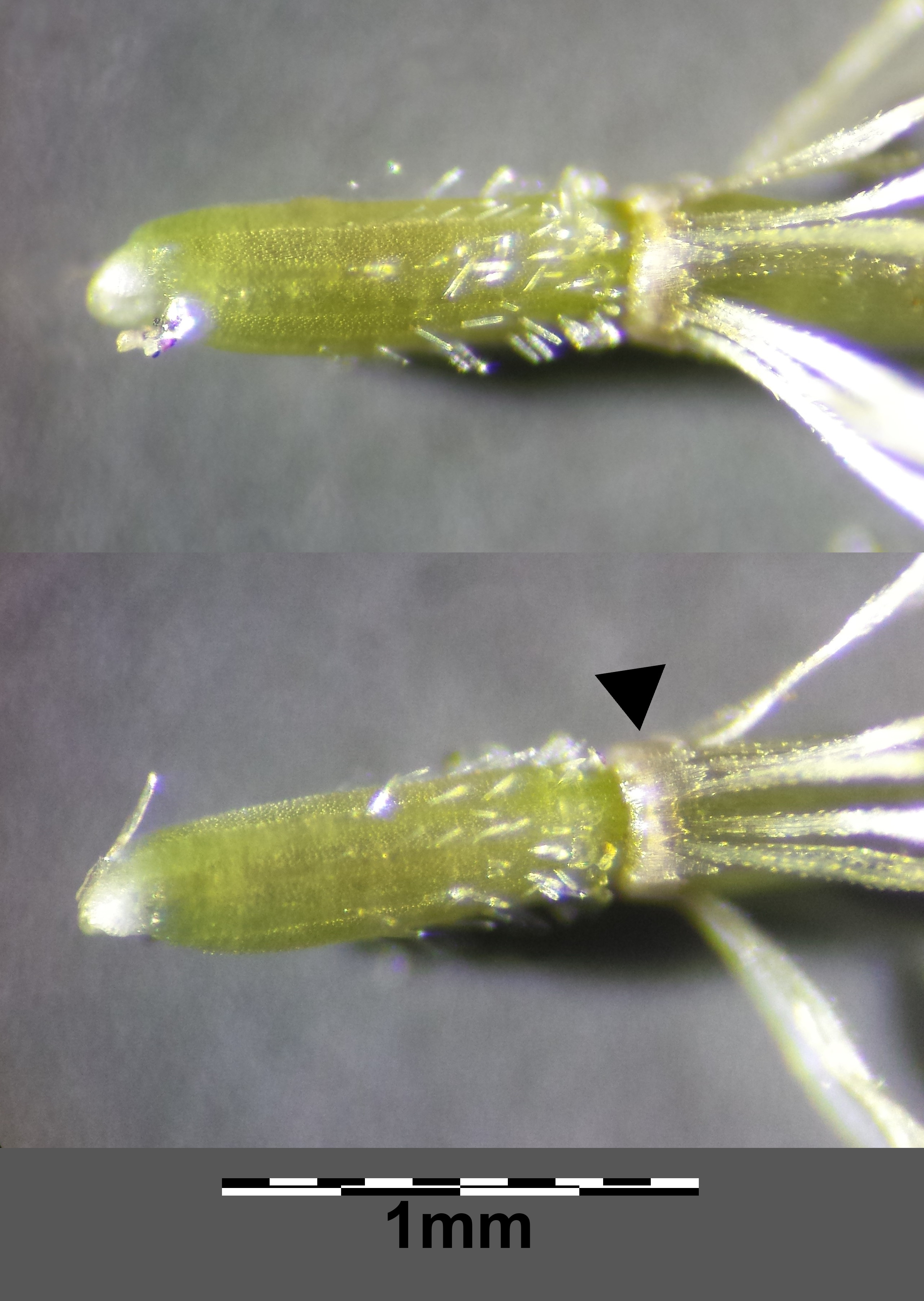
Achänen: die Pappushaare sind am Grund von einem borstig zerschlitzten Krönchen umgeben (Pfeil).

### Vegetative Merkmale
Das Große Flohkraut ist eine ausdauernde krautige Pflanze, die Wuchshöhen von 30 bis 60 Zentimetern erreicht. Der Stängel ist aufrecht und nur wenig verzweigt. Die oberirdischen Pflanzenteile sind mehr oder weniger wollig behaart. Die Laubblätter sind eiförmig oder breit-lanzettlich und sind im oberen Teil des Stängels stängelumfassend. Sie sind häufig wellig.

### Generative Merkmale
Die Blütezeit reicht von Juli bis September. In den oberen Blattachseln oder an den Zweigspitzen befinden sich auf relativ kurzen Blütenkorbschäften die körbchenförmigen Blütenstände. Die Blütenkörbe sind bei einem Durchmesser von 1,5 bis 3 Zentimetern halbkugelig. Die zahlreichen Hüllblättchen sind schmal. Die goldgelben Blütenkörbe enthalten zu mehr als der Hälfte Röhrenblüten. Die linealischen, ausgebreiteten Zungenblüten sind verhältnismäßig kurz, jedoch länger als beim Kleinen Flohkraut (Pulicaria vulgaris).
Die Chromosomenzahl beträgt beispielsweise 2n = 20.

## Vorkommen
Pulicaria dysenterica ist in Süd- und Mitteleuropa, sowie in Nordafrika, Vorder- und Zentralasien verbreitet. Das Große Flohkraut findet sich auf feuchten Wiesen, an steinigen Bach- und Flussufern, Grabenrändern. In der Schweiz und Süddeutschland ist Pulicaria dysenterica nicht selten, sie fehlt aber in Nordost-Deutschland. Es ist in Mitteleuropa eine Charakterart des Verbands Agropyro-Rumicion. In den Allgäuer Alpen steigt sie in Vorarlberg bei Bezau zwischen Sonderdach und Wildmoosalpe bis zu einer Höhenlage von 1300 Meter auf.
Die ökologischen Zeigerwerte nach Landolt et al. 2010 sind in der Schweiz: Feuchtezahl F = 4w+ (sehr feucht aber mäßig wechselnd), Lichtzahl L = 4 (hell), Reaktionszahl R = 4 (neutral bis basisch), Temperaturzahl T = 4 (kollin), Nährstoffzahl N = 3 (mäßig nährstoffarm bis mäßig nährstoffreich), Kontinentalitätszahl K = 3 (subozeanisch bis subkontinental), Salztoleranz 1 (tolerant).

## Systematik
Die Erstveröffentlichung erfolgte 1753 unter dem Namen (Basionym) Inula dysenterica durch Carl von Linné in Species Plantarum, Tomus II, S. 882. Die Neukombination zu Pulicaria dysenterica wurde 1800durch  Johann Jakob Bernhardi in Systematisches Verzeichnis der Pflanzen, S. 153 veröffentlicht.
Bei einigen Autoren gibt es etwa Unterarten:
- Pulicaria dysenterica subsp. dysenterica: Zungenblüten 7 bis 8 Millimeter lang.[6]
- Pulicaria dysenterica subsp. uliginosa Nyman (Syn.: Pulicaria dysenterica subsp. dentata (Sm.) Holmboe, Pulicaria dysenterica var. microcephala)Boiss.: Sie kommt in Südeuropa, Nordafrika und Vorderasien vor. Sie unterscheidet sich von der subsp. dysenterica durch kleinere Köpfchen und Randblüten mit nur 2 bis 3 Millimeter langer Zunge.[6]

## Verwendung in der Pflanzenheilkunde
Das große Flohkraut wurde in der Heilkunde lateinisch als Pulicaria major bezeichnet. Die Blütendroge hatten eine Bedeutung als Verwechslung oder Verfälschung der Echten Arnika. Eine antibakterielle Wirkung des Krautes wurde im Labor erforscht, wobei der alkoholische Auszug die besten Resultate gegen den Cholera-Erreger zeigte.
Die Droge wurde unter dem Namen Conyza media oder Arnica suedensis lange Zeit gegen die Dysenterie (Ruhr) angewandt. Daher kommen auch der volkstümliche Name Ruhrwurz (älter auch „douwe worz“) und der wissenschaftliche Artname dysenterica. Bereits 1827 war sie nicht mehr gebräuchlich.

## Inhaltsstoffe
Aus den Blütenkörbchen des Großen Flohkrauts kann das Tridecen-1-pentain-(3,5,7,9,11) und eine weitere Polyethin-Verbindung mit einem Trien-diin-Chromophor isoliert werden. Außerdem finden sich zwei Polyene mit einem Hexaen- und einem Tetraen-on-Chromophor. Daneben enthalten die Blüten mehrere Flavon-Derivate, unter anderem 5,6,3-Trihydroxy-3,7,4-trimethoxyflavon (Oxyayanin B) und Kämpferol-3-glucosid.